# Гвідо Каусс
Ґві́до Ка́усс (латис. Kauss Gvido; народився 14 березня 1990, Юрмала, Латвія) — латвійський хокеїст, захисник. Виступає в ризькому «Динамо-Юніорс». У складі юніорської збірної Латвії учасник чемпіонатів світу 2007 і 2008 (дивізіон I). У складі молодіжної збірної Латвії учасник чемпіонату світу 2009.

## Коротка ігрова кар'єра
Гвідо Каусс — молодий латвійський хокеїст, розпочав свою ігрову кар'єру в місті Юрмала в місцевій юнацькій команді,  а згодом переїхав до Риги і взяв участь в іграх латвійської ліги. Саме в час латвійського «хокейного буму» (після проведеного в Ризі хокейного чемпіонату світу 2006 року), коли було створено кілька напівпрофесійних клубів й повноцінно заявила про себе хокейна ліга Латвії, тоді й заявили про себе молоді вихованці латвійського хокею. Молодий перспективний захисник юнацької збірної Латвії провів два сезони в своїй першій команді SK LSPA/Riga.
Коли ж, на теренах Латві, постав новий клуб «Динамо-Рига», який брав участь у Континентальній Хокейній Лізі, до нього перейшла значна частина хокеїстів колись відомої команди ХК Рига 2000, яка на той час стала фарм-клубом «динамівців». Тому керівництво цього клубу вирішило поповнити свої лави перспективними молодими гравцями молодіжної збірної країни, а Ґвідо, на той час, уже виступав в цій команді. Таким чином, у сезоні 2008/2009 Ґвідо Каусс спробував себе в Екстралізі Білорусі. 
А вже в сезоні 2009/2010, внаслідок чергової реорганізації, Едґарс Апеліс (не міняючи місця перебування) виступав уже як повноцінний гравець фарм-клубу «Динамо-Риги» — «Динамо-Юніорс» (Рига) в тій такі Екстралізі Білорусі.

## Статистика
| Ґвідо Каусс | Ґвідо Каусс               | Ґвідо Каусс       | Ґвідо Каусс | Ґвідо Каусс | Ґвідо Каусс |      |                |
| Сезон       | Команда                   | Ліга              | Ігри        | Голи        | Передачі    | Очки | Хвил. вилучень |
| ----------- | ------------------------- | ----------------- | ----------- | ----------- | ----------- | ---- | -------------- |
| 2007/2008   | SK LSPA/Riga              | Латвія            | 41          | 1           | 10          | 11   | 44             |
| 2008/2009   | ХК Рига 2000/SK LSPA/Riga | Екстраліга+Латвія | 45+5        | 0+0         | 5+1         | 5+1  | 42+2           |
| 2009/20010  | Динамо-Юніорс             | Екстраліга        | 43          | 0           | 2           | 2    | 40             |